# 1392 w polityce

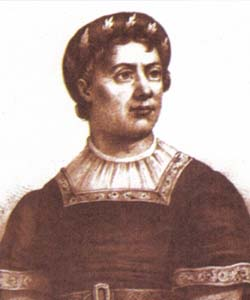
Piotr, książę Coimbry

Wydarzenia polityczne w 1392 roku.

## Urodzili się
- 9 grudnia Piotr, książę Coimbry, syn króla Portugalii Jana I Dobrego i Filipy Lancaster[1].
- Barbara Cylejska, kuzynka polskiej królowej Anny Cylejskiej, cesarzowa rzymska[2].